# 大野聡美
大野 聡美（おおの さとみ、1991年1月29日 - ）は、朝日放送テレビ（ABC）報道局ニュースセンター所属の記者（経済→大阪府政・市政担当）で、元アナウンサーである。

## 来歴・人物
大阪府貝塚市の出身で、大阪府立岸和田高等学校から同志社大学経済学部へ進学。大学時代の2012年には、今宮戎神社の福娘 に選ばれた。その一方で、テレビ朝日アスクの短期集中コースに参加していた。
大学卒業後の2013年に、アナウンサーとして朝日放送へ入社すると、入社1年目の2013年度から2015年度までのナイターオフ期間に『堀江政生のほりナビ」』（朝日放送ラジオ）金曜日のアシスタントを担当。2014年4月から2016年3月28日までは、『ごきげん!ブランニュ』（朝日放送テレビ）の最終アシスタントも務めた。
『ごきげん!ブランニュ』では、「顔も目も鼻も目も丸い」という理由で、司会のトミーズ雅が「おまる」という愛称を命名。以降の放送でも、この愛称が定着していた。また、2015年には、番組内の企画で日本漢字能力検定の準1級試験に挑戦。2度目の挑戦で合格に至った。
2016年3月で『ごきげん!ブランニュ』が終了したことに伴い、同年の4月改編からは、『ビーバップ!ハイヒール』（『ごきげん!ブランニュ』と同じ「ナイトinナイト」枠の深夜番組）のアシスタント（データガール）を八塚彩美から引き継いだ。
2017年11月19日開催の神戸マラソンでは、「6時間以内のタイムでの完走」を目標に、フルマラソンに初めて挑戦。5時間40分59秒で完走した。3日後（22日）には同い歳の会社員との結婚を発表した が、2018年6月の人事異動を機に、アナウンサーから報道局ニュースセンター社会部の記者へ転身した。アナウンサーとしての最終出演番組は、異動前に収録した『ビーバップ!ハイヒール』の2018年6月28日放送分。異動後に懐妊したため、2018年11月から産前産後休暇を取得したうえで、同年12月に第1子（長女）を出産した。2019年6月から記者としての活動を再開。2022年夏に第2子（二女）を出産し、2023年年明けから職場復帰している。
特技はピアノの演奏。英会話も得意で、学生時代にはTOEICで800点以上のスコアを記録した。また、中学・高校の6年間にわたって器械体操部で活動していたことから、朝日放送へ入社した直後の取材ではY字バランスを披露した。本人によれば、「器械体操に勤しんだおかげで、何にでも死なない程度で挑戦できるだけの度胸が付いた」とのことである。

## アナウンサー時代の出演・担当番組

### テレビ
- ABC NEWS（不定期）
  - 記者職への異動後も、取材リポートを随時担当。
- 速報!甲子園への道（2013年、関西ローカルパートのリポーター）
- ごきげん!ブランニュ（2014年4月7日 - 2016年3月28日 、第5代アシスタント）
- サマソニ命DX2015（2015年7月10日） - 小籔千豊と共にMCを担当
- Qさま!!ヤング学力王No.1決定戦スペシャル（テレビ朝日、2016年2月29日） - 解答者
- おはよう朝日です 水曜日・木曜日（2013年10月30日 - 2018年5月30日、「人気mono サキヨミEnter!」キャスター）
  - 2013年7月11日放送分で、北條と共に、当番組でテレビ番組へのデビューを果たした[9]。「人気mono サキヨミEnter!」へのレギュラー出演開始当初は、木曜日のみに出演。2014年1月15日から9月25日までは水・木曜日、同年9月30日から2015年3月17日までは火曜日のみ担当していた。
  - 2015年10月29日放送分では、喜多ゆかりがニューヨークへの出張で休演したため、全編にわたってアシスタント代理を務めた。
- 全国高校野球選手権大会中継（2013・2014年・2016年 - 2017年、「燃えろ!ねったまアルプス」リポーター、2017年から甲子園スタジオのキャスターも担当）
- ビーバップ!ハイヒール（2016年3月31日 - 2018年6月28日、第2代データガール）
  - レギュラー出演前の2015年9月3日放送分にも、八塚や斎藤真美と共に出演。

### ラジオ
- ABCニュース（2013年7月11日から不定期で担当）
- 堀江政生のほりナビ!!ナイターオフ版・金曜日（2013年度 - 2015年度、アシスタント）
- ラジオわろうてい（2016年4月3日　- 2017年3月26日） - 「席亭」を務める三代澤康司の「お茶子」・アシスタントとして出演。
- 柴田・西森のゆかいな金曜日!（2020年5月22日・7月17日[10]・9月25日[11]） - 「ゆか金スペシャル!」コーナーにゲスト出演。